# Омејадски калифат
Омејадски калифат (арап. الخلافة الأموية, Al-Ḫilāfat al-ʾumawiyya) други је од четири велика исламска калифата утврђена након смрти Мухамеда. Ово је калифат је фокусиран на омејадску династију (арап. الأمويون, al-ʾUmawīyyūn, or بنو أمية, Banū ʾUmayya, „Синови Омаје“), пореклом из Меке. Омејадска породица је први пут дошала на власт под трећим калифом, Османом ибн Афаном (око 644—656.), али омејадски режим је основао Муавија ибн Аби Суфјан, дугогодишњи гувернер Сирије, након завршетка Првог муслиманског грађанског рата у 661. по Христу/41. по хиџри. Сирија је остала главна база напајања Омејада после тога, а Дамаск је био њихова престоница. Омејади су наставили муслиманска освајања, укључујући Кавказ, Трансоксијана, Синд, Магреба и Иберијско полуострво (Ал-Андалуз) у муслимански свет. У свом највећем обиму, Омејадски калифат покривао је 5,17 милиона квадратних миља (13.400.000 km²), што га чини највећом империјом коју је свет видео, а пети највећи који је икада постојао.
У то време, омејадско опорезивање и управа се доживљавала као неправедна од стране неких муслимана. Немуслиманско становништво имало је аутономију; њихова правосудна питања су обрађена у складу са њиховим законима и верским старешинама, мада су плаћали порез рада полиције централној управи. Мухамед је изричито навео за време његовог живота да свакој верској мањини треба дозволити да практикује своју веру и законе, а та политика је настављена и уопштено. Државно благостање и за сиромашне муслимане и немуслимане које је започео Омер је такође настављена. Муавијина супруга Мајсум (Јазидова мајка) је била хришћанка. Односи између муслимана и хришћана у држави били су добри. Омејади су били у честим биткама са хришћанским Византинцима без сопсвене заштите у Сирији, која је остала у великој мери хришћанска попут многих других делова царства. Многе истакнуте позиције држали су хришћани. Неки од којих су припадали породицама које су служиле у византијским владама. Запошљавање хришћана био је део шире политике верске толеранције која је била потреба услед присуства великих хришћанских популација у освојеним покрајинама, као у Сирији. Ова политика такође је побољшала Муавијину популарност и учврстила Сирију као своју моћну базу.
Ривалство између арапских племена изазвало је немире у провинцијама изван Сирије, пре свега у Другом муслиманском грађанском рату (Друга фитна) од 680-692. и Берберске побуне 740-743. Током Друге фитне, руководство Омејадског клана померено је из суфианидске гране породице до марванидске гране. Како је стална кампања исцрпела ресурсе и људство државе, Омејаде је, ослабљене Трећи муслиманским грађанским ратом од 744-747. године, коначно срушила Абасидска револуција 750. по Христу/132. по хиџри. Огранак породице побегао је преко северне Африке до Ал-Андалуса, где су успоставили Кордопски калифат, који је трајао све до 1031. пре пада због Фитне Ал-Андалуса.

## Порекло
Према традицији, Омејадска породица (такође познат као Бану ибн Абд-Шамс) и Мухамед обе воде порекло од заједничког претка, Абд Манāфа ибн Кусе, и они су првобитно дошли из града Меке. Мухамед је потомак Абд Манāфа преко његовог сина Хашима, док су Омејади потомци Абд Манāфа преко другог сина, Абд-Шамса, чији је син био Омеје. Две породице стога се сматрају различитим клановима (они од Хашима и Омеје) истог племена (Курејшија). Међутим шиа муслимански историчари истичу да је Омеја усвојени син Абд-Шамса тако да он није био крвни сродник Абд Манāфа ибн Кусе. Омеја је касније одбачен из племићке породице.

## Настанак
Владавина Омејада је уследила након епохе правоверних калифа (632—661), а њихов оснивач је Муавија (661—680), познат и као „неимар арапског царства“. Он је у грађанском рату (656—661) поразио калифу Алија и након тога утемељио своју династију, чиме је установио принцип наследности Калифата. Муавија је наставио арабљанску експанзију обновивши сукобе са Византијом, изградио је флоту, укинуо племенске поделе у војсци и успоставио верску толеранцију. Створио је јаку државу са добро организованом администрацијом. За своје седиште је изабрао град Дамаск у Сирији, који ће остати престоница Калифата све док абасидске калифе не буду изградили Багдад.

## Развитак
Омејади су много градили и много освајали. Муавијин наследник Абд ел Малик (685—705) саградио је величанствену џамију у Јерусалиму познату под називом „Купола на стени“. Његов син Ел Валид (705—715) наставио је градитељску традицију: подизао је џамије, болнице, школе, домове за сиромашне итд. За време Омејада Арабљани су упали у средњу Азију, дошли у контакт са Монголима, Кином и Индијом. Упали су у Африку и покорили Бербере, а у два наврата (674. и 717) опседали су Цариград.

## Криза и пад династије Омејада
Након вишедеценијског периода општег напретка, Омејадски калифат запада у кризу за време калифе Хишам (724—743). Византијски цар Лав III (717—741) нанео је Арабљанима тежак пораз код Акроинона. Омејаде су почеле да губе подршку народа, али и у аристократији која је, навикнута на удобан и раскалашан живот, била потпуно дегенерисана и незаинтересована за даља освајања и ширење Калифата.
Највећу и најјачу опозицију Омејадима представљали су шиити, религиозна фанатична секта коју су основали следбеници Алија, калифе ког је родоначелник Омејада Муавија поразио у грађанском рату. Они су изазивали сталне немире и окупљали око себе слојеве незадовољне омејадском владавином. У таквој ситуацији се јавља род Абасида, који прихвата шиите и идентификује се са њима, а истовремено наглашава своје сродство са Мухамедом које је јаче од омејадског. Абасиди врло брзо стичу велики број присталица, нарочито у Персији и међу немуслиманским становништвом. Године 747. избија велики устанак против Омејада, који се завршава 750. њиховим збацивањем и доласком Абасида на власт.

## Карактеристике Омејадског калифата
За династију Омејада је карактеристично: фаворизовање арапских муслимана (тј. оних муслимана који припадају искључиво арапском етникуму), припадност Пророковом (тј. Мухамедовом) роду и столовање у Сирији. Ове одлике омејадске династије ће се изразити тек касније, када је буде сменила династија Абасида (750—1258).